# Homoeocera multipuncta
Homoeocera multipuncta là một loài bướm đêm thuộc phân họ Arctiinae, họ Erebidae.